# Wasserburg Merzhausen
Die Wasserburg Merzhausen, auch Hattenbachsche Burg genannt, ist eine abgegangene Niederungsburg in der Ortsmitte von Merzhausen, einem Ortsteil der Gemeinde Willingshausen im nordhessischen Schwalm-Eder-Kreis. Der in der Mitte des 13. Jahrhunderts erstmals urkundlich erwähnte und zwischen 1734 und 1750 abgebrochene befestigte Adelssitz befand sich auf 230 m Höhe unweit westlich der Dorfkirche (zwischen Judengasse und Erbsengasse), wo sich heute der sogenannte Burggarten befindet. An die verschwundene Burg erinnern heute nur noch zwei Portalpfosten auf der sogenannten Burgwiese (Erbsengasse 8). Im Jahre 1790 waren die einstigen Burggräben noch vorhanden. Heute sind, außer den beiden Portalpfosten, nur noch schwache Reste des Burghügels erhalten.

## Die Anlage
Gemäß einer Planskizze aus dem Jahr 1734 umfasste die gesamte Anlage damals ungefähr 75 × 55 m, wovon der eigentliche Gebäudekomplex eine Grundfläche von rund 30 × 25 m hatte. Hinzu gehörte ein Garten von rund 18 × 22 m Größe. Bauten und Garten waren umgeben von einem Graben mit Damm, die zusammen eine Gesamtbreite von bis zu 15 m hatten. Das damals noch stehende Weitershausensche Burghaus hatte einen Stufengiebel im Stil der Renaissance. Nach einer einfachen Zeichnung des Geometers Jost Mors von 1588 hatten die Burggebäude steinerne Untergeschosse und Fachwerkobergeschosse.

## Geschichte
Erstmals schriftlich erwähnt wurde eine Kemenate, ein steinerner, beheizbarer Adelssitz, in Merzhausen im Jahre 1258; sie war im Besitz des Gerlach von Biedenfeld bzw. seiner Frau. Die Anlage wurde in der Folge zu einer kleinen Wasserburg ausgebaut, aber bis 1367 liegen dazu keine weiteren Quellen vor. Es ist daher unklar, ob es sich bei der 1258 erwähnten Kemenate um dieselbe Anlage handelt wie bei der 1366/67 genannten Burg.
Im Jahre 1344 nahmen die Grafen Johann I. und Gottfried VII. von Ziegenhain die Edelknechte Hermann, Konrad und Ludwig Küppel (auch Koppel oder Kuppel) und deren Erben zu Erbburgmannen in Merzhausen auf. Im Jahre 1367 verpfändete Graf Gottfried VII. das von ihm als Lehen der Abtei Hersfeld gehaltene Dorf mitsamt der zur Wasserburg ausgebauten Kemenate und den benachbarten Dörfern Heckershausen und Niederfischbach an die Familie Kuppel. Als diese im Mannesstamm ausstarb, wurden ihre Erben, die Herren von Rückershausen, 1419 mit dem Besitz belehnt. 1471 erbte der landgräflich-hessische Rat Thamme (Thomas) von Weitershausen († um 1489), Schwiegersohn und Nachfolger des in Merzhausen wohnhaften Engelbrecht von Rückershausen († nach 1458), 1/3 dieses Besitzes. Er baute sich ein zweites Wohnhaus auf dem Burggelände und errichtete neben der Dorfkirche den Weitershausischen Hof. Dieser Hof, dessen Hauptgebäude heute noch steht, blieb bis 1860 im Besitz derer von Weitershausen und wurde dann von dem Kasseler Kaufmann Salomon Sudheim erworben, der die Gebäude und Äcker an Merzhäuser Bauern verkaufte.
Nach dem Tod des Helwig von Rückershausen 1576, mit dem sein Geschlecht im Mannesstamm erlosch, wurde der landgräflich Hessen-Kasselsche Forst- und Jägermeister Georg Schetzel († 1599) mit den Rückershausenschen zwei Dritteln an Burg und Dorf Merzhausen nebst den Erb- und Untergerichten belehnt. Als sein Enkel, der landgräfliche Ober-Forst- und Jägermeister Franz Wolf Schetzel, als letzter männlicher Vertreter seines Geschlechts 1675 starb, gab Landgraf Karl dessen heimgefallene 2/3 von Burg und Dorf Merzhausen 1676 als Lehen an seinen Vetter Ernst von Hattenbach, einen illegitimen Spross des landgräflichen Hauses Hessen. Dieser Besitz ging im Jahre 1707 nach dem Tod von Hattenbachs Witwe durch Verkauf zurück an Landgraf Karl und wurde Staatsdomäne. Die inzwischen baufällig gewordene alte Burg wurde abgebrochen. 1735 wurden auch die Fundamente der alten Burg ausgebrochen, um deren Steine für den Neubau eines Gutsgebäudes zu verwenden.
Pläne derer von Weitershausen, das übrige Burggelände zu erwerben und dort an Stelle ihres inzwischen ebenfalls baufällig gewordenen Hauses einen eigenen Neubau zu errichten, scheiterten am Einspruch der Kasseler Regierung. Nachdem dieses Haus am 8. November 1759 ausgebrannt war, wurde auch dieses abgerissen. Johann Bernhard von Weitershausen (* 1690; † nach 1750) war 1743 kurmainzischer Hofrat und Amtmann zu Fritzlar und Naumburg geworden und mit seiner Familie nach Fritzlar gezogen, und sein Sohn und Amtsnachfolger Franz Ludwig von Weitershausen (* um 1725; † nach 1804) war an einem Wiederaufbau nicht interessiert.
Das gesamte Burggelände wurde so zu einem großen Garten, der im frühen 20. Jahrhundert zu großen Teilen bebaut wurde.